# نایرا پارک
نایرا پارک (انگلیسی: Nira Park) یک تهیه‌کننده سینما و تهیه‌کننده تلویزیونی اهل بریتانیا است. وی از سال ۱۹۹۰ میلادی تاکنون مشغول فعالیت بوده‌است.
از فیلم‌ها یا مجموعه‌های تلویزیونی که وی در آن‌ها نقش داشته است می‌توان به پل، شان می‌میرد، پلیس خفن و ته دنیا اشاره نمود.